# Герцогієла слабкоскладчаста
Герцогієла слабкоскладчаста (Herzogiella striatella) — вид мохів порядку гіпнобрієвих (Hypnales).

## Поширення
Ареал охоплює такі частини світу: Європа, Північна Америка, Азія.
Населяє затінений ґрунт і гумус, кислі скелі, гнилі колоди, пні, основи дерев, оголені корені дерев; на висотах від 0 до 2000 метрів.

## Характеристика
Рослини в тонких або щільних килимках, жовтуватих, темно-зелених або буруватих. Стебла 2 см, 0.5–2 мм ушир. Листки 0.6–2 × 0.3–0.8 мм; краї від пилчастих до сильно зубчастих. Вид автоіктичний. Коробочкові ніжки від світло-коричневого до червоного, 0.9–2 см. Коробочка світло-коричнева, від довгастої до циліндричної, від злегка дугової до прямої, 1–2 × 0.3–0.5 мм. Спори 10–15 мкм.